# Международен ден на студентите
Международният ден на студентите се отбелязва ежегодно на 17 ноември от 1941 г.
Датата е избрана през 1941 г. от Международния студентски съвет (приета и от наследилия го Международен студентски съюз) в Лондон в знак на почит към смъртта на чешкия студент Ян Оплетал и други 9 студенти на 17 ноември 1939 г.
На тази дата хитлеристки части атакуват Карловия университет в Прага след студентски демонстрации срещу смъртта на Оплетал и германската окупация на страната. Жертви стават 9 студенти, а други 1200 са изпратени в концентрационни лагери.
По-късно на същата дата студенти от Политехниката на Атина започват протест срещу военната хунта през 1973 г. Техният протест е смазан, а армията влиза с танкове в университета. Заради този протест денят е официален празник в Гърция и се отбелязва като Ден на гръцките студенти.
Пак на тази дата през 1989 г. отбелязването на деня с демонстрация в Прага дава началото на Нежната революция. Ето защо в Чехия и Словакия денят се чества и като Ден на борбата за свобода и демокрация.